# Myrmecia pulchra
Myrmecia pulchra är en myrart som beskrevs av Clark 1929. Myrmecia pulchra ingår i släktet bulldoggsmyror, och familjen myror. Inga underarter finns listade i Catalogue of Life.